# فرودگاه تائتان-پیونگ‌یانگ
فرودگاه تائتان-پیونگ‌یانگ (به انگلیسی: T'aet'an-pihaengjang Airport) یک فرودگاه نظامی است که یک باند فرود بتن دارد و طول باند آن ۲۸۱۰ متر است. این فرودگاه در کشور کره شمالی قرار دارد و در ارتفاع ۷۵ متری از سطح دریا واقع شده است.